# Lembeh
Lembeh (indonez. Pulau Lembeh) – wyspa przy północno-wschodnim krańcu wyspy Celebes w Indonezji, naprzeciwko dużego portowego miasta Bitung. Cieśnina pomiędzy wyspą a wyspą Celebes również nosi nazwę Lembeh, jest ona popularnym miejscem do nurkowania.